# Never+land
『never+land』（ネバー・ランド）は、日本の歌手・misonoが2007年2月28日にavex traxから発売した1枚目のオリジナルアルバムである。

## 内容
ソロでのメジャーデビューから11か月を経て発売された、初のアルバム作品。
今作のカバーアートは『ピーター・パン』をテーマに制作され、ジャケットではmisonoがピーター・パンやフック船長に扮している。
ジャケットの異なる1万枚限定生産のCD+フォトブック規格とCD+DVD規格、CD規格の3形態で発売され、DVDには「A.     〜answer〜」「砂の城のマーメイド〜陸と海の世界〜」のビデオクリップと今作のメイキング映像が収録された。

## 収録曲
| #         | タイトル                                                                  | 作詞      | 作曲               | 編曲                     | ストリングスアレンジ | 時間  |
| --------- | ------------------------------------------------------------------------- | --------- | ------------------ | ------------------------ | -------------------- | ----- |
| 1.        | 「パウダー」                                                              | misono    | 日暮愛葉           |                          |                      | 1:44  |
| 2.        | 「ラブリー♡キャッツアイ〜ネコはコタツで丸くならないの巻〜」               | misono    | 西川進             | 西川進、イズタニタカヒロ |                      | 4:27  |
| 3.        | 「スピードライブ」                                                        | misono    | 蔦谷好位置         | イズタニタカヒロ         |                      | 4:26  |
| 4.        | 「A. 〜answer〜」                                                         | misono    | misono             | 村田昭                   | 村田昭               | 3:56  |
| 5.        | 「アリとキリギリス 〜10 years later〜」                                   | misono    | 中津川陽三         | 中津川陽三               |                      | 4:23  |
| 6.        | 「砂の城のマーメイド〜陸と海の世界〜」                                    | misono    | shogo.k            | 村田昭                   |                      | 4:14  |
| 7.        | 「子供の事情>大人の私情2」                                                | misono    | Keito Blow         | 西川進                   |                      | 4:01  |
| 8.        | 「ガラスのくつ」                                                          | misono    | misono             | 久保田光太郎             |                      | 5:36  |
| 9.        | 「VS」                                                                    | misono    | 西川進             | イズタニタカヒロ         |                      | 4:12  |
| 10.       | 「フィンガー5メドレー」(個人授業〜恋のダイヤル6700〜学園天国〜恋の大予言) | 阿久悠    | 都倉俊一、井上忠夫 | イズタニタカヒロ         |                      | 7:14  |
| 11.       | 「pinkies」                                                               | misono    | イズタニタカヒロ   | イズタニタカヒロ         |                      | 5:15  |
| 12.       | 「Re:」                                                                   | misono    | 森元康介           | YUKIYOSHI                |                      | 2:55  |
| 合計時間: | 合計時間:                                                                 | 合計時間: | 合計時間:          | 合計時間:                | 合計時間:            | 52:23 |

### 解説
1. パウダー
2. ラブリー♡キャッツアイ〜ネコはコタツで丸くならないの巻〜
4thシングルの表題曲のアルバムバージョン。
3. スピードライブ
3rdシングルの表題曲。
4. A.     〜answer〜
両A面からなる、5thシングルの表題2曲目。
5. アリとキリギリス 〜10 years later〜
3rdシングルのカップリング曲。
6. 砂の城のマーメイド〜陸と海の世界〜
7. 子供の事情>大人の私情2
8. ガラスのくつ
1stシングルのカップリング曲。
9. VS
1stシングルの表題曲。
10. フィンガー5メドレー
2ndシングルの表題曲を含む、フィンガー5の楽曲のカバーメドレー。
11. pinkies
2ndシングルのカップリング曲。
12. Re:

## 参加ミュージシャン
- misono：Vocal (全曲)

support musician
- イズタニタカヒロ：Programming (#3,9〜11)、Additional Programming (#2,5)、Guitar (#9,11)
- 村田昭：Piano (#4,6)、Hammond Organ (#6,7)、Computer Programming (#1)
- 久保田光太郎：Programming & Guitar (#8)
- YUKIYOSHI：Computer Programming & Piano (#12)
- 西川進：Guitar (#2,7,9)、Electric Guitar (#4,6,10)、Acoustic Guitar (#4,6)
- 平野友義：Guitar (#3)
- 中津川陽三：Guitar (#5)
- FIRE：Bass (#2,7,8)
- 金森佳朗：Bass (#4,6)
- 島本道太郎：Bass (#5)
- 小池ヒロミチ：Bass (#10)
- 小関純匡：Drums (#4,6)
- そうる透：Drums (#7,10)
- 村石雅行：Drums (#2)
- 永井利光：Drums (#5)
- 中畑大樹：Drums (#8)
- 浦清英：Piano & Hammond Organ (#8)
- 柴田俊文：Organ (#2)
- 弦一徹ストリングス：Strings (#4)
- 角谷仁宣：Strings Programming (#8)
- 小林正弘：Trumpet (#3)
- 鈴木明男：Alto Saxophone (#3)
- 広原正典：Trombone (#3)
- 中山信彦：Synthesizer Programming (#7)
- 真城めぐみ：Backing Vocal (#8)

## タイアップ
- バンダイナムコゲームス社製ニンテンドーDS専用ゲームソフト『テイルズ オブ ザ テンペスト』TV-CMソング (#2)
- 松竹配給映画『ラブ★コン』主題歌 (#3)
- MTVジャパンリアリティ番組『MTV Girls meet Beauty supported by Takano Yuri』イメージソング (#4)
- ABCグループ『ABCグループ』TV-CMソング (#5)
- バンダイナムコゲームス社製ニンテンドーDS専用ゲームソフト『テイルズ オブ ザ テンペスト』テーマソング (#9)
- 日本テレビ系列音楽バラエティ番組『音楽戦士 MUSIC FIGHTER』2006年4月度エンディングテーマ (#9)
- 日本テレビ系列バラエティ番組『ミラクル☆シェイプ』2006年5月度エンディングテーマ (#10 個人授業)